# Cystein
Cystein (også Cys eller C) er en α-aminosyre med formlen HO2CCH(NH2)CH2SH. Den er ikke blandt de essentielle aminosyrer, hvilket betyder at den kan blive biosyntetiseret i mennesker. Den genetiske kode er  UGU og UGC. Thiol-sidekæden i cystein deltager i enzymatiske reaktioner, hvor den fungerer som nukleofil. Thiolen kan oxideres og giver disulfid-derivatet cystin, som er et vigtig strukturelt molekyle i mange proteiner. Når det benyttes i mad har det E-nummeret E920.